# Ludovic Biancalani
Pour les articles homonymes, voir Biancalani.
Ludovic Biancalani est un footballeur français né le 19 février 1977  à Villerupt. Il évolue au poste de milieu.
Il est le frère de Frédéric Biancalani, joueur lui aussi de l'AS Nancy-Lorraine.
Ludovic Biancalani a joué 4 matchs en Division 1 sous les couleurs de l'AS Nancy et a été sacré Champion du Luxembourg à trois reprises avec le club de Dudelange.

## Biographie
En 1991, déjà joueur de l'ASNL, il dispute la Coupe nationale des minimes avec la sélection de la Ligue de Lorraine. Parmi ses coéquipiers, les futurs professionnels Jean-Philippe Caillet, Youssef Moustaïd, Didier Neumann et Fabrice Lepaul.

## Carrière en club
| Saison                | Club                  | Championnat           | Championnat | Championnat | Coupe nationale | Coupe nationale | Coupe de la Ligue | Coupe de la Ligue | Compétition(s) continentale(s) | Compétition(s) continentale(s) | Compétition(s) continentale(s) | Total | Total |
| Saison                | Club                  | Division              | M.          | B.          | M.              | B.              | M.                | B.                | Comp.                          | M.                             | B.                             | M.    | B.    |
| 1994-1995             | AS Nancy-Lorraine     | Division 2            | -           | -           | -               | -               | 1                 | 0                 | -                              | -                              | -                              | 1     | 0     |
| 1995-1996             | AS Nancy-Lorraine     | Division 2            | -           | -           | -               | -               | -                 | -                 | -                              | -                              | -                              | 0     | 0     |
| 1996-1997             | AS Nancy-Lorraine     | Division 1            | 1           | 0           | -               | -               | -                 | -                 | -                              | -                              | -                              | 1     | 0     |
| 1997-1998             | AS Nancy-Lorraine     | Division 2            | 2           | 0           | -               | -               | -                 | -                 | -                              | -                              | -                              | 2     | 0     |
| Sous-total            | Sous-total            | Sous-total            | 3           | 0           | -               | -               | 1                 | 0                 | -                              | -                              | -                              | 4     | 0     |
| 1998-1999             | F91 Dudelange         | Division Nationale    | -           | -           | -               | -               | -                 | -                 | -                              | -                              | -                              | 0     | 0     |
| 1999-2000             | F91 Dudelange         | Division Nationale    | -           | -           | -               | -               | -                 | -                 | -                              | -                              | -                              | 0     | 0     |
| 2000-2001             | F91 Dudelange         | Division Nationale    | -           | -           | -               | -               | -                 | -                 | -                              | -                              | -                              | 0     | 0     |
| 2001-2002             | F91 Dudelange         | Division Nationale    | -           | -           | -               | -               | -                 | -                 | C1                             | 1                              | 0                              | 1     | 0     |
| 2002-2003             | F91 Dudelange         | Division Nationale    | -           | -           | -               | -               | -                 | -                 | -                              | -                              | -                              | 0     | 0     |
| Sous-total            | Sous-total            | Sous-total            | -           | -           | -               | -               | -                 | -                 | -                              | 1                              | 0                              | 1     | 0     |
| Total sur la carrière | Total sur la carrière | Total sur la carrière | 9           | 0           | -               | -               | 1                 | 0                 | -                              | 1                              | 0                              | 11    | 0     |

## Palmarès
- AS Nancy-Lorraine
  - Division 2
    - Champion (1): 1998

- F91 Dudelange
  - Division Nationale
    - Champion (3) : 2000, 2001, et 2002

  - Coupe du Luxembourg
    - Finaliste (1) : 2002